# Gaius Valerius Longinus
Gaius Valerius Longinus war ein im 3. Jahrhundert n. Chr. lebender Angehöriger des römischen Ritterstandes (Eques).
Durch zwei Weihinschriften, die beim Kastell Habitancum gefunden wurden und die auf 201/300 datiert werden, ist belegt, dass Longinus Tribun war. Laut John Spaul war er Tribun der Cohors I Vangionum, die in der Provinz Britannia stationiert war.